# Maria Mirabela în Tranzistoria
Maria Mirabela în Tranzistoria, menționat în unele surse ca Maria și Mirabela în Tranzistoria, (în rusă Мария, Мирабела в Транзистории, transliterat: Maria, Mirabela v Tranzistorii) este un film româno-sovietic din 1989, regizat de Ion Popescu-Gopo, în care sunt combinate jocul viu al actorilor și desenele animate. Filmul a fost difuzat atât în limba română, cât și dublat în limba rusă. Acesta a fost ultimul film regizat de Ion Popescu-Gopo.
Acest film continuă aventurile celor două surori: Maria și Mirabela, de data aceasta într-o lume imaginară din interiorul televizorului. Alături de personajele interpretate de actori, în acest film apar și trei personaje animate: Oache, Scăpărici și Omide, care simbolizează cele trei elemente vitale ale naturii: apa, focul și aerul, fără de care nu există viață pe pământ. Ele se transformă în oameni și sunt interpretate de actori vii.

## Rezumat
Cele două surori Maria (Ioana Moraru) și Mirabela (Adriana Cucinschi) locuiesc într-un apartament de bloc alături de părinți (Horațiu Mălăele și Oana Pellea) și de bunică (Stela Popescu). Televizorul familiei se defectează și este dus de tatăl fetițelor la reparat la un atelier, dar meșterii de acolo nu apucă să se uite la el pentru că un băiat pasionat de electronică pe nume Bogdan își dă seama că trebuie schimbat antiparazitorul.
Deasupra patului fetițelor se afla un tablou pe care erau desenați Oache, Scăpărici și Omide. În acea noapte, cele trei desene prind viață, Oache strănută, iar Maria se trezește din somn și se duce să se uite la televizor. Aparatul fusese lăsat deschis de către bunică, iar fetița începe să croșeteze folosind ghemul de lână lăsat acolo de bunică. În acel moment, pe ecranul televizorului începe să se croșeteze. Maria scoate cablul de la antenă și introduce în mufă firul de la ghemul de lână. Pe ecran începe filmul Maria Mirabela. Fetițele se gândesc să aibă propria lor poveste, iar între timp firul de lână se rupe.
Temându-se că bunica o să le pedepsească, fetițele intră în interiorul televizorului pentru a recupera ghemul de lână. Ele merg pe lângă circuite integrate și observă că ghemul era tras de un personaj care se recomandă a fi învățătorul de la Școala faraziților (Ion Dichiseanu). Maria îl observă în Tranzistoria pe băiatul Bogdan care se afla acolo cu o mașină și cei doi pornesc împreună în căutarea antiparazitorului defect. Mirabela se smulge și ea din mâna învățătorului și se întâlnește cu Farazitina (Mara Pașici), fiica regelui faraziților din Tranzistoria (Grigore Grigoriu), care-i spune că firul a intrat în palatul faraziților, cinescopul Tranzistoriei. Faraziții nu învață nimic la școală, deviza lor este ca să nu facă niciodată nimic. Farazitina o duce pe Mirabela la Școala faraziților, unde se reîntâlnesc cu învățătorul.
Cele trei personaje animate își dau seama că fetițele au intrat în televizor și merg în căutarea lor. Oache se curentează și se transformă în om (Jorj Voicu); el strănută, iar celelalte două desene sunt aruncați departe. Pentru a o răzbuna pe Omidé despre care credea că murise, Scăpărici trece și el printre cabluri și se curentează, transformându-se în om (Mihai Bisericanu). Cei doi încep să se bată, dar Omidé apare și se curentează și ea și devine om (Elena Zaițeva). Între Scăpărici și Omidé se înfiripă o poveste de dragoste. Cei trei prieteni se plimbă pe aleile Tranzistoriei și sunt atacați și capturați de faraziți. Scăpărici reușește să scape.
Între timp, Bogdan și Maria ajung cu mașina la etajul final al Tranzistoriei, unde găsesc firul pe care-l împletea bunica și încep să-l strângă. Firul ducea spre cinescop, dar acolo se afla culcușul regelui faraziților. Oache și Omidé sunt aduși în fața regelui faraziților și îi cer acestuia să plece din televizor pentru că copiii vor să vadă desene animate. Regele le spune că faraziții au intrat în televizor datorită aparatelor ce tulbură rețeaua electrică și a tatălui fetițelor care încerca să repare televizorul fără a se pricepe. Faraziții se declară stăpânii Tranzistoriei și afirmă că nu vor pleca niciodată de acolo. Scăpărici apare și-și salvează prietenii. Farazitina vrea să o ajute pe Mirabela să recupereze firul bunicii. Regele faraziților ordonă electrocutarea tuturor intrușilor, dar Bogdan reușește să schimbe antiparazitorul televizorului și să-i alunge pe faraziți. Fetițele strâng ghemul de lână și se trezesc brusc în pătuțul lor cu ghemul în brațe. Oache, Scăpărici și Omidé se transformă în desene animate și își regăsesc locul pe tabloul din dormitor.

## Distribuție
- Elena Zaițeva — tehniciana de la aparatul de reparat televizoare / Omidé
- Jorj Voicu — tehnician de la aparatul de reparat televizoare / Oache
- Mihai Bisericanu — tehnicianul tânăr de la aparatul de reparat televizoare / Scăpărici
- Horațiu Mălăele — tatăl fetițelor
- Oana Pellea — mama fetițelor (menționată Oana Pelea)
- Ioana Moraru — Maria
- Adriana Cucinschi — Mirabela
- Grigore Grigoriu — vecinul familiei / regele faraziților
- Stela Popescu — bunica fetițelor
- Ion Dichiseanu — învățătorul de la Școala faraziților
- Aglae Gheorghe — sfetnica regelui faraziților
- Ștefan Niculescu Cadet — sfetnicul regelui faraziților (menționat Șt. Niculescu Cadet)
- Mara Pașici — fata vecinului / Farazitina, fiica regelui faraziților
- Costin Albu — băiatul vecin Bogdan, pasionat de electronică
- Florentina Pupăză

### Dublaj de voce
- Alexandrina Halic — Maria
- Carmen Mihalache — Mirabela
- Anda Călugăreanu — Oaky
- Simona Măicănescu — Omidé

## Producție
Maria Mirabela în Tranzistoria este o coproducție româno-sovietică realizată de Casa de Filme 5 din cadrul Centrului de Producție Cinematografică București (România), în colaborare cu studiourile Mosfilm și Soiuzmultfilm (Moscova, URSS). Scenariul a fost scris de Valentin Ejov și de Ion Popescu-Gopo, filmul fiind regizat de Ion Popescu-Gopo. Regizorul susținea că tehnica avansată începe să ajungă la îndemâna copiilor, iar realizatorii de filme trebuie să se adapteze acestui progres. „Evoluăm cu o viteză specifică secolului nostru, tehnica ne înconjoară și se joacă cu copiii, oferindu-le butoane pentru apăsat, pentru răsucit: se aude, se vede, se calculează, se telefonează, se face și se desface, sunt minuni de care rămânem mereu uimiți”.
Maria și Mirabela sunt interpretate de alte fetițe (Ioana Moraru și Adriana Cucinschi) decât cele din Maria Mirabela (1981), deoarece fetițele din primul film aveau opt ani în plus. Rolul Farazitinei este interpretată de balerina rusă Mara Pașici.
Animația a fost realizată de un colectiv româno-sovietic format din Marina Voskanianț, Elvira Maslova, Galina Zebrova, Natalia Bogomolova, Marina Rogova și Dmitrii Kulikov, precum și de pictorii Nikolai Mitrohin și Irina Sobianina. Regizor de animație a fost Vladimir (Volodea) Pekar, scenograf a fost Tatiana Koliușeva, operator truka Kabul Radulov, iar operator sunet Boris Filcikov. Montajul a fost realizat de Elena Beliavskaia.
Versurile cântecelor au fost scrise Grigore Vieru și puse pe muzică de compozitorul moldovean Eugen Doga. Piesele muzicale au fost cântate în limba română de Mihai Constantinescu, Loredana Groza, Stela Popescu, Anda Călugăreanu, Mihaela Runceanu, Alexandru Arșinel, grupul „Choralis” și Voicu Enăchescu. A dansat ansamblul de balet al Teatrului de Operetă din Moscova coordonat de coregraful Boris Baranovschi.

## Recepție
Filmul Maria Mirabela în Tranzistoria a avut parte de un succes moderat la public (în comparație cu filmul Maria Mirabela), fiind vizionat de 450.159 de spectatori la cinematografele din România, după cum atestă o situație a numărului de spectatori înregistrat de filmele românești de la data premierei și până la data de 31.12.2007 alcătuită de Centrul Național al Cinematografiei.
În lucrarea Istoria filmului românesc (1897-2000), criticul Călin Căliman afirma că ideea filmului este „conviețuirea pașnică a basmelor cu electronica, a bunicuțelor cu casetele video; din această permanentă uimire s-a născut și întrebarea «hamletiană» a fetițelor: cine au apărut întâi, bunicuțele sau televiziunea?”. Filmul este considerat o plăcută „trăznaie” a unui regizor mai tânăr ca oricând, plin de inentivitate și candoare.
Criticul Tudor Caranfil a dat filmului o stea din cinci și a făcut următorul comentariu: „Cele două fetițe atât de diferite, explorează Tranzistoria, lume imaginară din interiorul televizorului. Nouă glumă cinematografică pentru care realizatorul se servește, doar ca pretext, de rețeaua circuitelor electronice, ingenios concretizate în balerine care interceptează, în dansul lor, fetițele. Maria și Mirabela au fizionomia schimbată. Locul Medeei Marinescu și Ingridei Cellia, care în opt ani au devenit domnișoare, a fost luat de două noi-venite, Ioana Moraru și Adriana Cucinski, ba chiar și personajele animate Oaky, Omidé, și Scăpărici, arată altfel, au prins carne și oase, descoperindu-și interpreți vii. Secv. rapel: școala «faraziților» din «țara leneșilor», cu profesorul care își începe ora, pedagogic, prin propoziția: «Ia să vedem, copii, ce nu trebuie să învățăm noi azi...»”.